# Philippe Sandler
Philippe Sandler, född 10 februari 1997, är en nederländsk fotbollsspelare som spelar för Feyenoord.

## Karriär
Den 17 juli 2019 lånades Sandler ut till Anderlecht på ett låneavtal över säsongen 2019/2020. Sandler gjorde sin Jupiler League-debut den 4 augusti 2019 i en 0–0-match mot Royal Excel Mouscron.